# Alexandru Ioniță (Fußballspieler, 1989)
Alexandru Octavian Ioniță (* 5. August 1989 in Bukarest) ist ein rumänischer ehemaliger Fußballspieler.

## Karriere
Der Stürmer spielte in der Jugend seit 1999 für Viscofil Bukarest. 2006 wechselte Ioniță zu Rapid Bukarest und spielte dort anfangs in der Reservemannschaft. In der Saison 2007/08 wurde er an AFC Rocar Bukarest verliehen. Anfang 2009 kehrte er wieder zu Rapid zurück und erzielte in der Saison 2009/10 zehn Tore in 27 Spielen.
Ioniță wechselte am 1. Juli 2010 zum 1. FC Köln. Dort absolvierte er am 15. August 2010 im DFB-Pokal gegen den ZFC Meuselwitz sein erstes Spiel und gab zwei Wochen später am 28. August gegen Werder Bremen sein Bundesliga-Debüt, als er in der 77. Spielminute für Milivoje Novakovič eingewechselt wurde.
In der Winterpause 2011/12 verlieh der 1. FC Köln Ioniță bis Saisonende an seinen alten Klub Rapid Bukarest. Am 31. August 2012 wurde sein Vertrag mit dem 1. FC Köln aufgelöst. Er wechselte schließlich fest zu Rapid Bukarest zurück.
Sein Vertrag wurde im Sommer 2013 nicht verlängert. Am 1. August 2013 unterschrieb Ioniță beim türkischen Zweitligisten Orduspor einen Dreijahresvertrag. Anfang August 2014 löste er nach gegenseitigem Einvernehmen seinen Vertrag mit Orduspor auf und verließ diesen Verein wieder. Anfang September nahm ihn der zyprische Klub AEL Limassol unter Vertrag. Dort kam er nur selten zum Einsatz und verließ der Klub im Sommer 2015 wieder. Ioniță war vier Monate ohne Verein, ehe ihn im November 2015 der FC Voluntari verpflichtete. Er kam zu vier Kurzeinsätzen in der Liga 1 und löste seinen Vertrag Anfang 2016 wieder auf. Ende März 2016 heuerte er bei Farul Constanța in der Liga II an. Er kam zu sechs Spielen für Farul. Im Sommer 2016 wechselte er zu Erstligist ASA Târgu Mureș. Nach einem halben Jahr löste er seinen Vertrag wieder auf.
Im Sommer 2017 heuerte Ioniță  bei Aris Limassol an. Dort schaffte er es nur selten in die Anfangsformation und kam meist als Einwechselspieler zum Einsatz. Am Ende der Saison 2017/18 musste er mit seiner Mannschaft absteigen.

## International
Ioniță gab 2009 sein Debüt für die rumänische U-21 Nationalmannschaft und bestritt bis 2010 8 Spiele ohne Torerfolg.